# تیری بونالیر
تیری بونالیر (انگلیسی: Thierry Bonalair؛ زادهٔ ۱۴ ژوئن ۱۹۶۶) بازیکن فوتبال اهل فرانسه است.
از باشگاه‌هایی که در آن بازی کرده‌است می‌توان به باشگاه فوتبال ناتینگهام فارست، باشگاه فوتبال زوریخ، باشگاه ورزشی آمیان، باشگاه فوتبال نانت، باشگاه فوتبال اوسر، و باشگاه فوتبال لیل اشاره کرد.